# Cheick Bathily
Cheick Bathily (10 de outubro de 1982) é um futebolista profissional malinês que atua como goleiro.

## Carreira
Cheick Bathily representou a Seleção Malinesa de Futebol nas Olimpíadas de 2004.